# HD 180902
HD 180902 — звезда в созвездии Стрельца на расстоянии около 359 световых лет от нас. Вокруг звезды обращается, как минимум, одна планета.

## Характеристики
HD 180902 относится к классу оранжевых субгигантов; имея массу, равную 1,52 солнечной, звезда превосходит Солнце по размерам более, чем в 4 раза, а по яркости почти в 10 раз. Возраст звезды оценивается приблизительно в 2,8 миллиарда лет.

## Планетная система
В 2010 году командой астрономов из обсерватории Кек было объявлено об открытии планеты HD 180902 b в системе. Это типичный газовый гигант, обращающийся на расстоянии 1,39 а.е. от родительской звезды. Её масса превышает массу Юпитера более, чем в полтора раза. Открытие было совершено методом Доплера.